# Synagogue de Mazkeret Batya

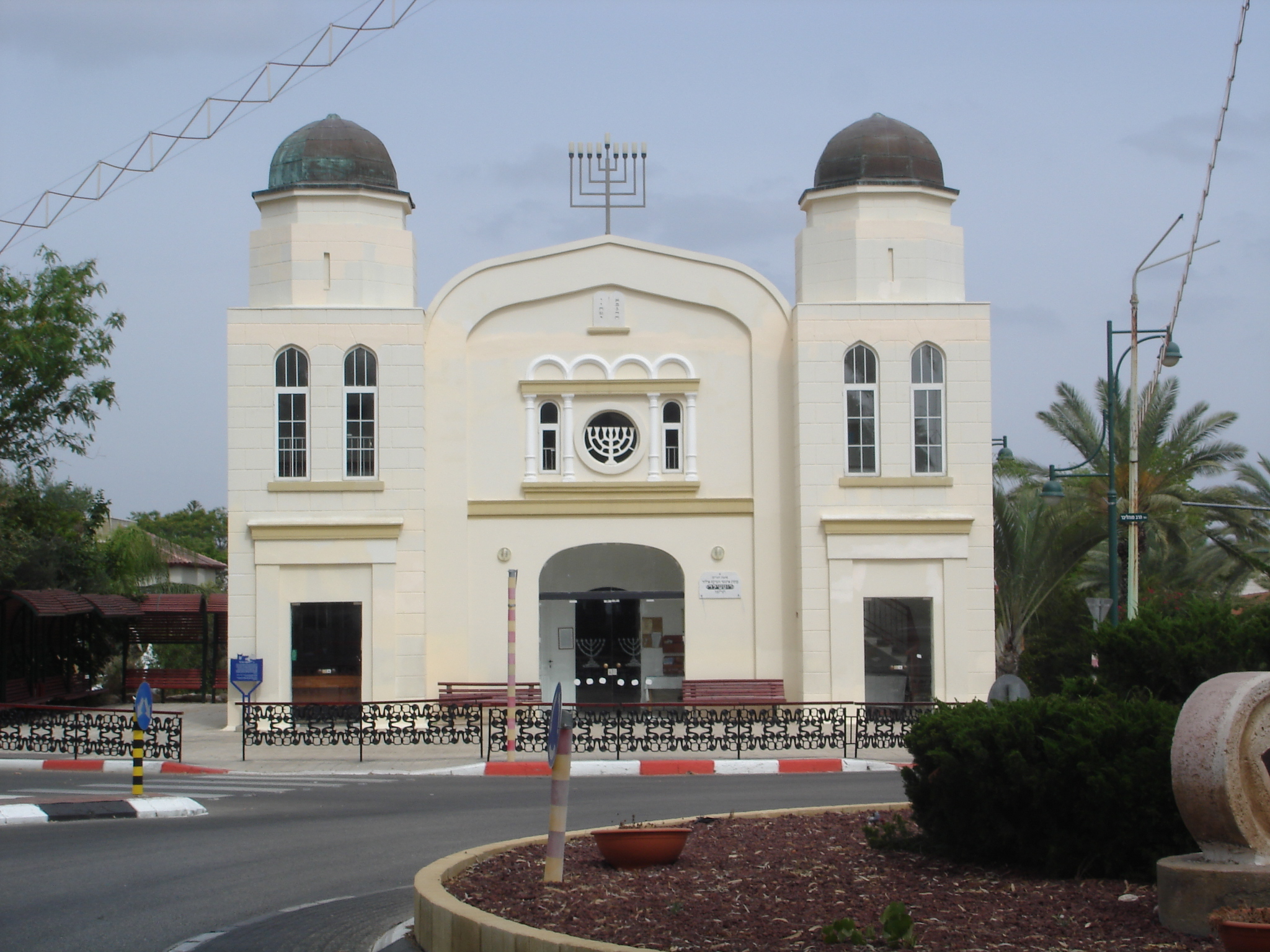
La synagogue

Mazkeret Batya (hébreu: מַזְכֶּרֶת בַּתְיָה) est un des 28 moshavim créés lors de la Première Aliyah dite Aliyah des Fermiers dans les années 1881-1903. Initialement dénommé Ekron, il est renommé Mazkeret Batya, à la mémoire de Betty (Batya) Salomon de Rothschild, la mère du baron Edmond (Binyamin) James de Rothschild, dit hanadiv hayadua (le célèbre bienfaiteur), qui acheta les terres et finança les installations.
Mazkeret Batya, situé au sud-est de Rehovot, à 25 km de Tel Aviv est fondé en 1883 par 10 pionniers originaires de Russie et 7 Juifs locaux.  Initialement peuplée de sionistes religieux, membres des Amants de Sion (Hovevei Tsion) ou du Bilou (Beït Yaakov Léhou Vénelha), Mazkeret Batya compte actuellement 9 900 résidents, aussi bien religieux que non-religieux.

## Synagogue

### Historique
Une première synagogue est construite dès les premières années  de la fondation du moshav. Elle est bâtie dans l'artère principale Sderot Rothschild, en face de l'emplacement actuel du petit musée historique de Mazkeret Batya.  Cette synagogue est rasée en 1927 en raison de fissures importantes dues à des problèmes structurels.
La nouvelle Grande synagogue (Beit Knesset Hagadol) se situe sur la place à l'extrémité de la Sderot Rothschild, fermant la perspective de celle-ci. Don de la famille Rothschild, elle est inaugurée en 1928.
À la fin du mandat britannique sur la Palestine, lors des affrontements avec les Britanniques, la Haganah cachera des armes sous la Bimah (l'autel)
Pendant la guerre d'indépendance d'Israël, la synagogue est transformée en hôpital de campagne où sont soignés en particulier les blessés de la bataille de Latroun (1948).
La synagogue a joué un rôle important dans la vie sociale et cultuelle du moshav. Actuellement, celle-ci n'est ouverte qu'aux heures de prières et ne se remplit entièrement que lors des grandes fêtes de Tishri. Depuis le début, compte tenu de l'origine de la plupart des habitants de la ville, les offices sont célébrés selon le rite ashkénaze.
La synagogue a été classée par l'architecte Israel Gudovich, ancien urbaniste de la ville de Tel Aviv, comme une des dix plus belles synagogues d'Israël.

### Architecture
La synagogue est  conçue par l'architecte Pinhas Nit dans un style éclectique, s'inspirant des synagogues des petites villes d'Europe centrale, et principalement de Pologne, avec une tour de chaque côté, mais en y ajoutant un parfum local. Sa compacité s'adapte à l'esprit des maisons rurales de la colonie du baron.
La synagogue est orientée d'ouest en est, avec sa porte d'entrée à l'ouest et l'Arche Sainte sur le mur est.

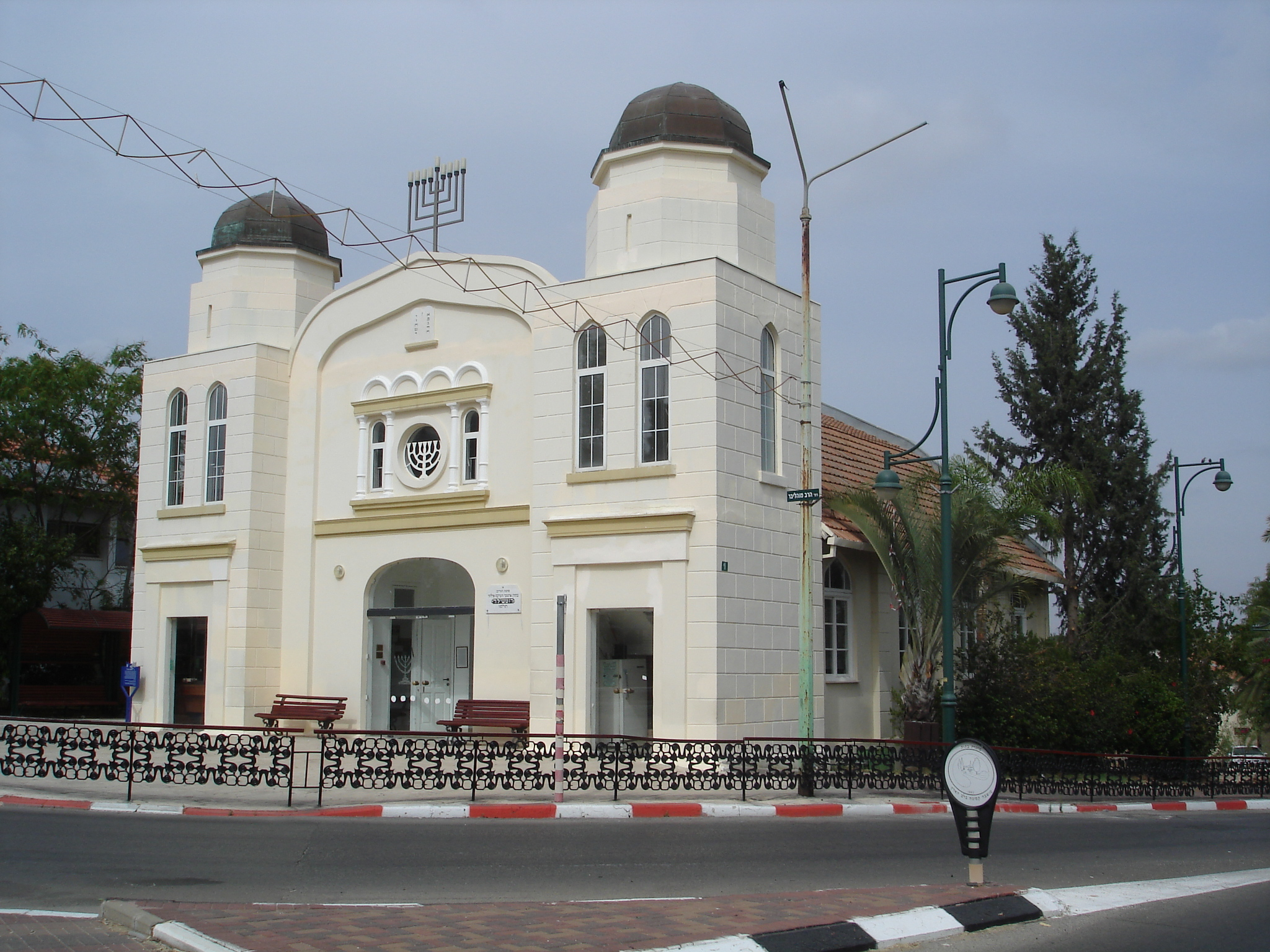
Vue de l'extérieur de la synagogue

### L'extérieur de la synagogue
La synagogue frappe par sa blancheur, soulignée par les lignes horizontales des corniches au-dessus des portes peintes en beige. La façade est divisée en trois parties. La partie centrale avec une large porte en verre à arc en anse de panier, permet de pénétrer dans un petit vestibule donnant sur la salle de prière. Au-dessus de la porte, au niveau du premier étage, deux étroites fenêtres à arc plein-cintre, entourent un œil-de-bœuf avec un remplage représentant une Menorah (chandelier à sept branches).  Au-dessus, le tympan à arc Tudor est terminé par une corniche double épousant sa forme. En son centre, se trouvent les Tables de la Loi. Au-dessus du tympan, une Hanoukkia (chandelier à 9 branches) métallique stylisée avec les branches pourvues de lampes, allumées les soirs de la fête de Hanoucca.    
De chaque côté de la partie centrale, en avancée, un corps de bâtiment, de section carrée et de deux niveaux, est surmonté d'un tambour de section octogonale de la hauteur d'un étage et coiffé d'un dôme, donnant l'apparence, vue de face, de deux tours. Symétriquement de chaque côté, au rez-de-chaussée une porte rectangulaire vitrée. Au premier étage, deux fenêtres hautes et étroites à traverse, avec leur partie haute non ouvrante à arc Tudor.
À l'arrière de la façade, le bâtiment de forme rectangulaire ne possède qu'un seul niveau et est percé de quatre fenêtres à arc Tudor de chaque côté et sur la façade arrière de deux fenêtres et d'un oculus avec un verre peint représentant une étoile de David. Cette partie de la synagogue est recouverte d'un toit à deux versants couvert de tuiles rouges.

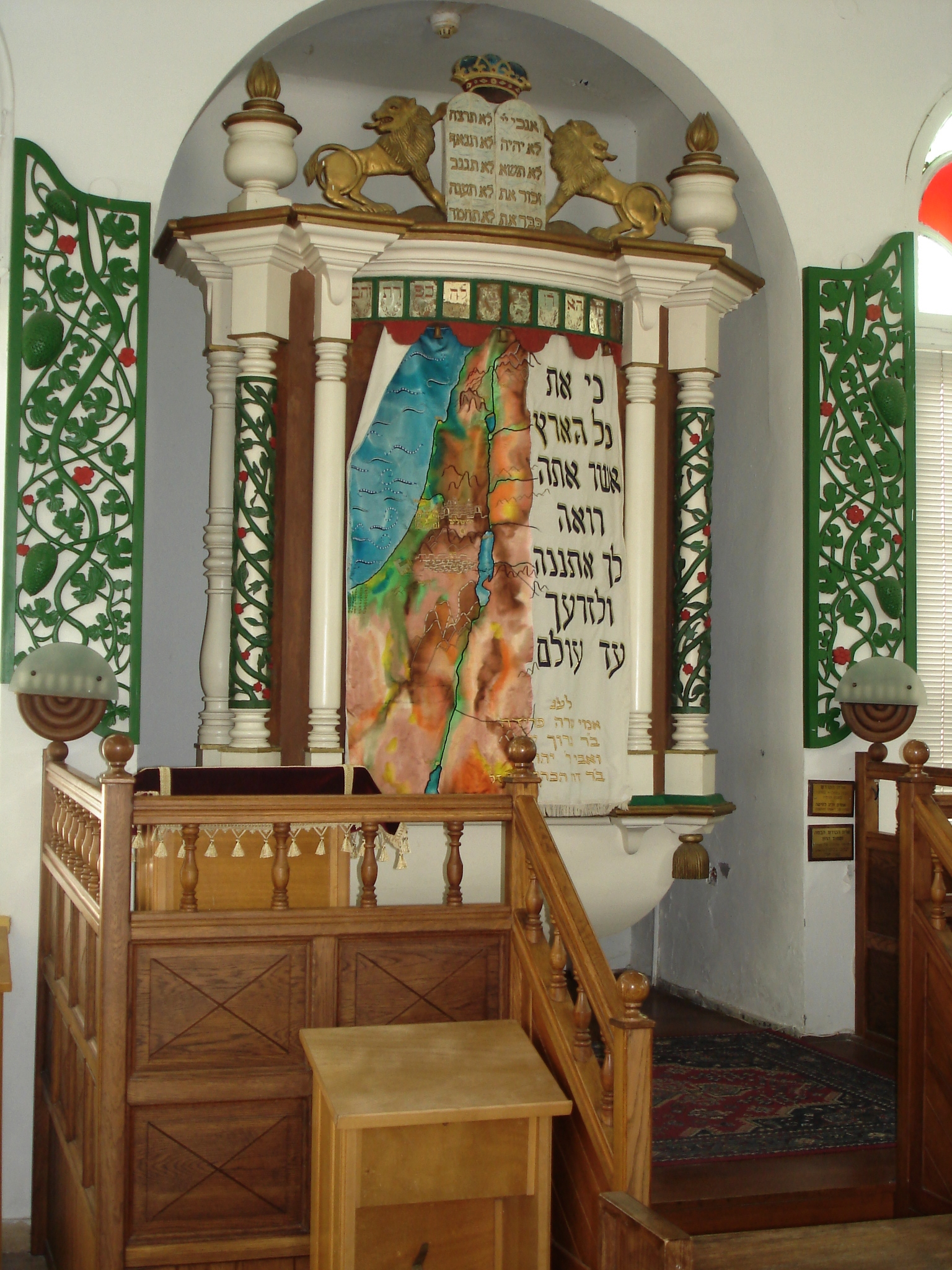
L'Arche sainte

### L'intérieur de la synagogue
La salle de prière est entièrement peinte en blanc, à l'exception du plafond en bois de forme demi-cylindrique du vaisseau central. De chaque côté un collatéral séparé du vaisseau central par trois colonnes cylindriques sur la majorité de leur longueur, mais s'effilant vers le haut. 

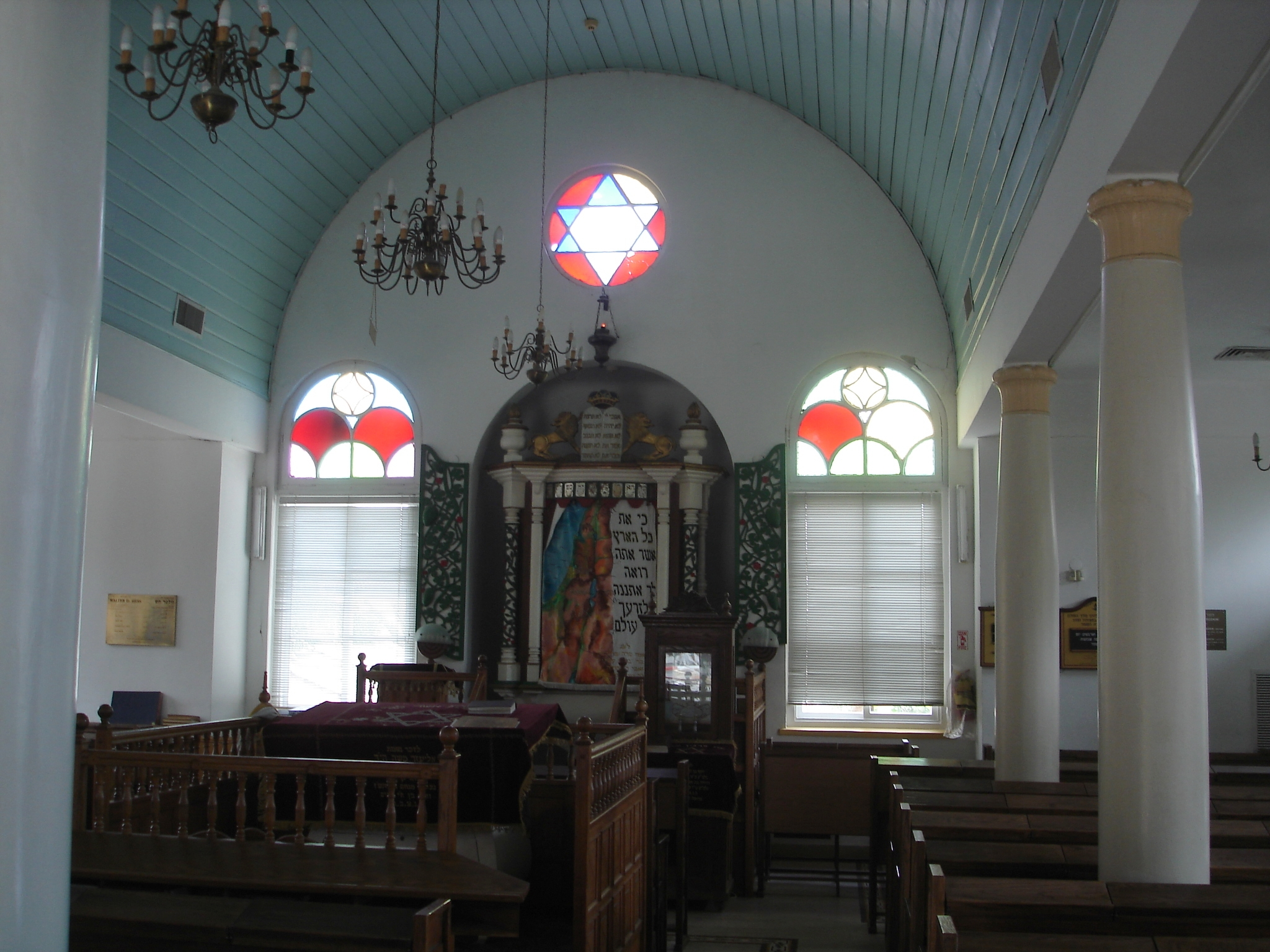
L'intérieur de la synagogue

À l'ouest, quatre colonnes supportent une galerie au-dessus de la porte d'entrée. À l'est, entre les deux fenêtres, dans un léger renfoncement, est située l'Arche Sainte, récupérée de l'ancienne synagogue détruite. Le reste du mobilier de l'ancienne synagogue, comme la Bimah et les sièges se trouvent actuellement au musée. Tout ce mobilier en bois finement sculpté, a été réalisé par un des membres fondateurs du moshav, Aaron Zelig Levita.  Sur la partie supérieure de l'Arche Sainte, soutenue de chaque côté par trois colonnettes de style différent, se trouvent deux lions de Juda peints en or, tenant les Tables de la Loi surmontées d'une couronne, mais regardant en sens opposé. Aux extrémités, deux pots à feu blancs avec leur flamme dorée.
Les femmes étaient auparavant regroupées sur la galerie au-dessus de la porte. Depuis quelques années, elles peuvent occuper aussi la pièce située sous la tour de gauche. La synagogue peut accueillir environ 150 hommes et 100 femmes.

## Galerie

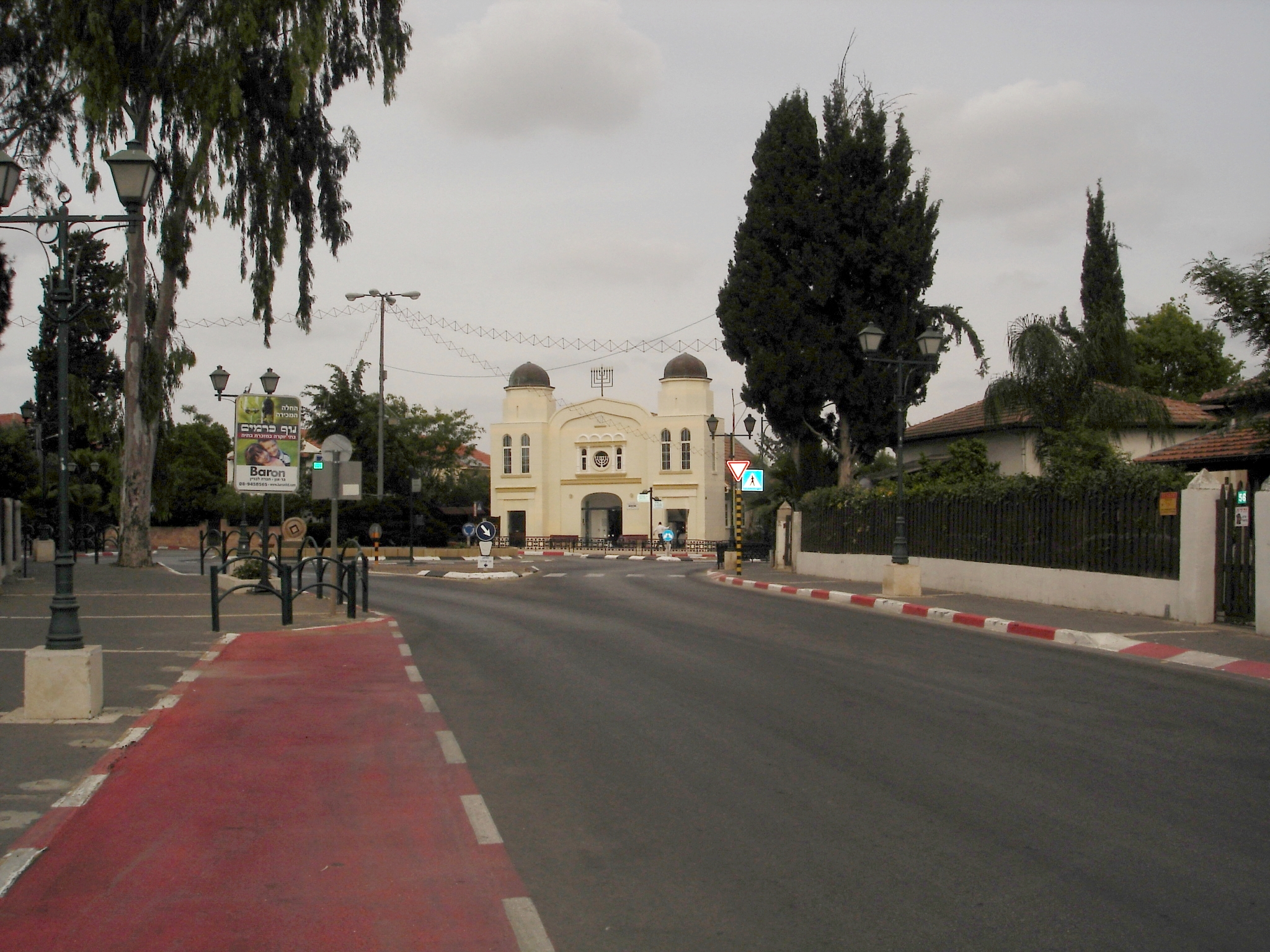
La synagogue vue de la Sderot Rothschild.
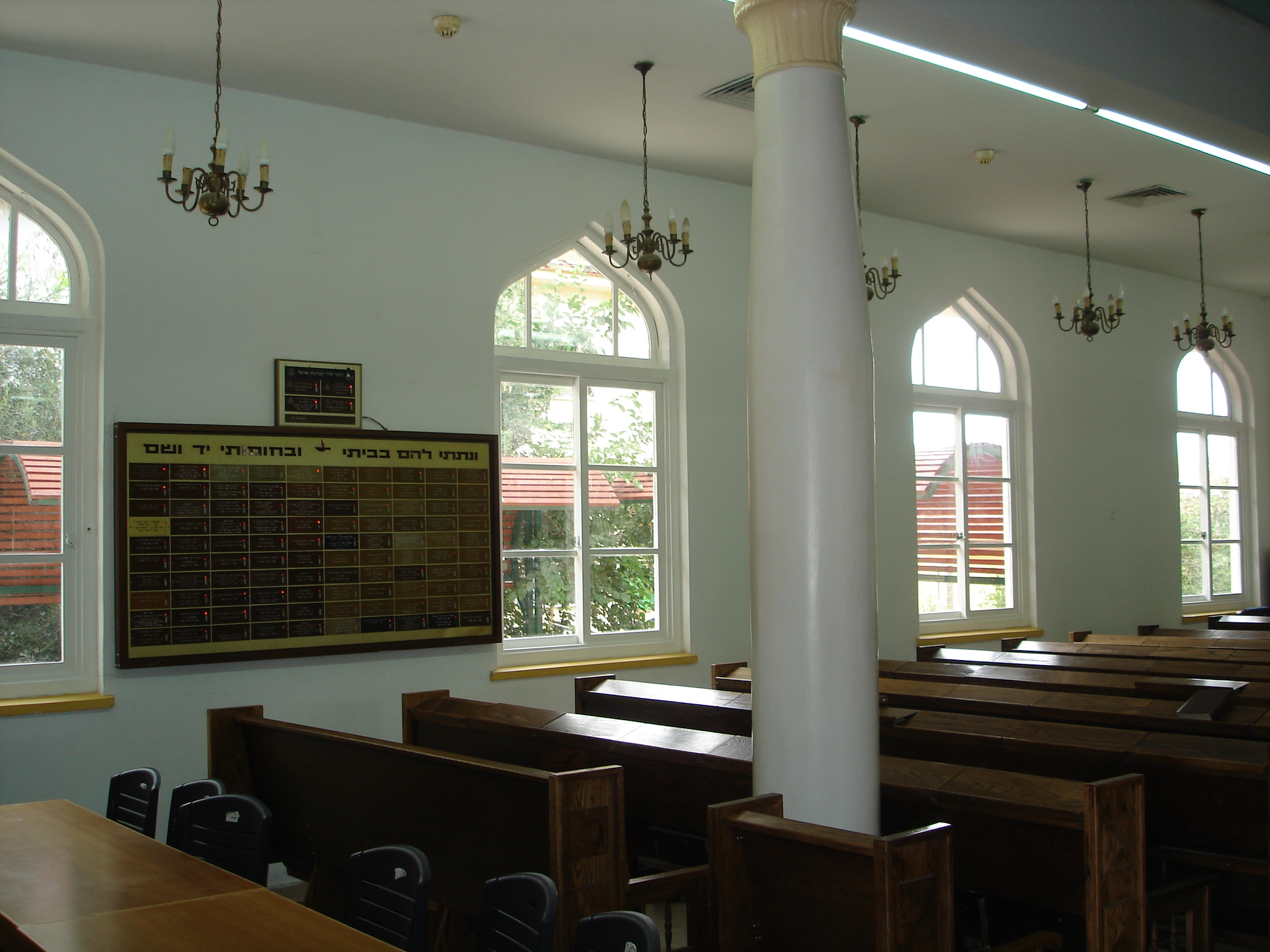
Intérieur de la synagogue, vue côté ouest.
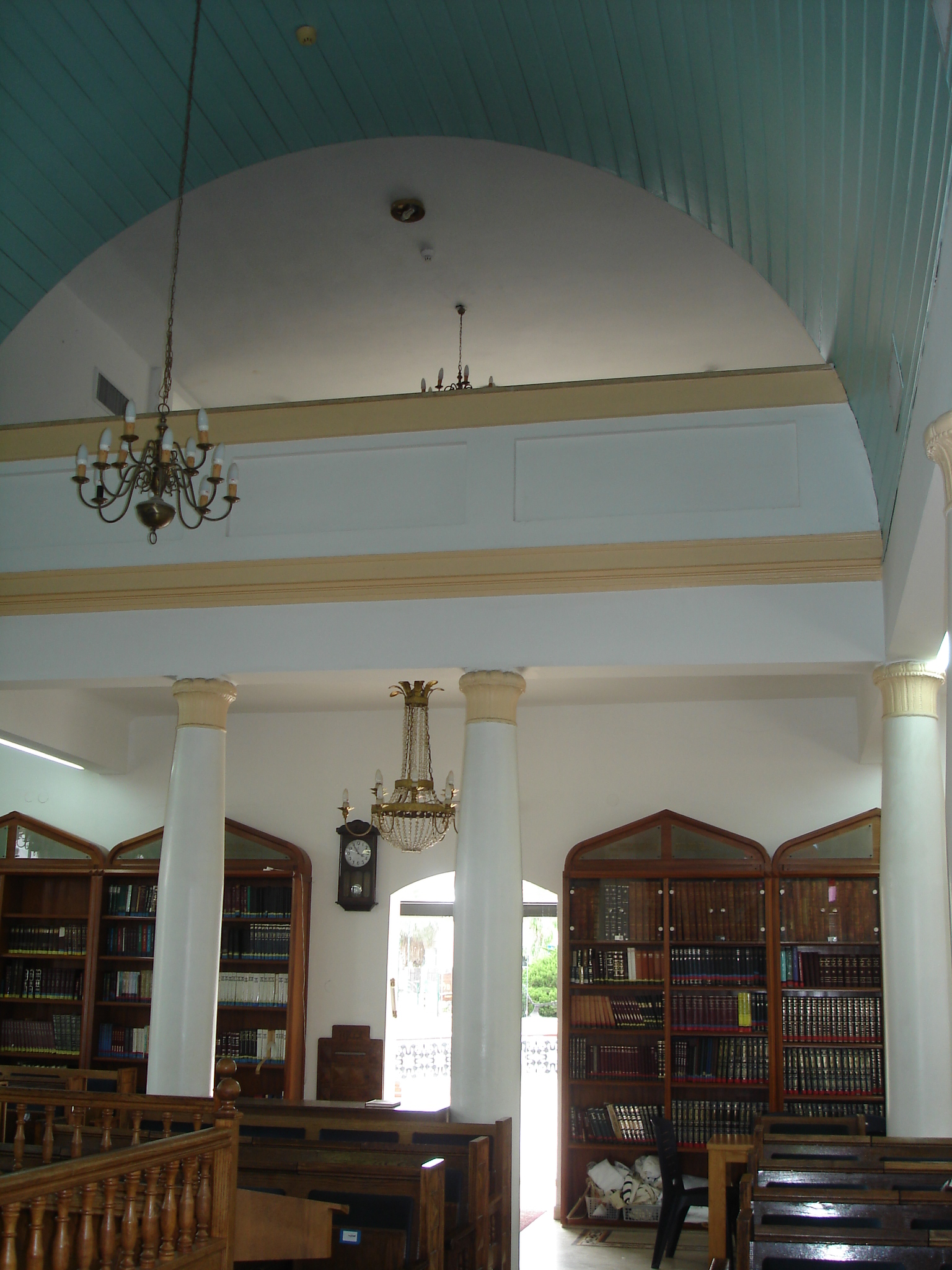
Vue côté ouest, la galerie des femmes.
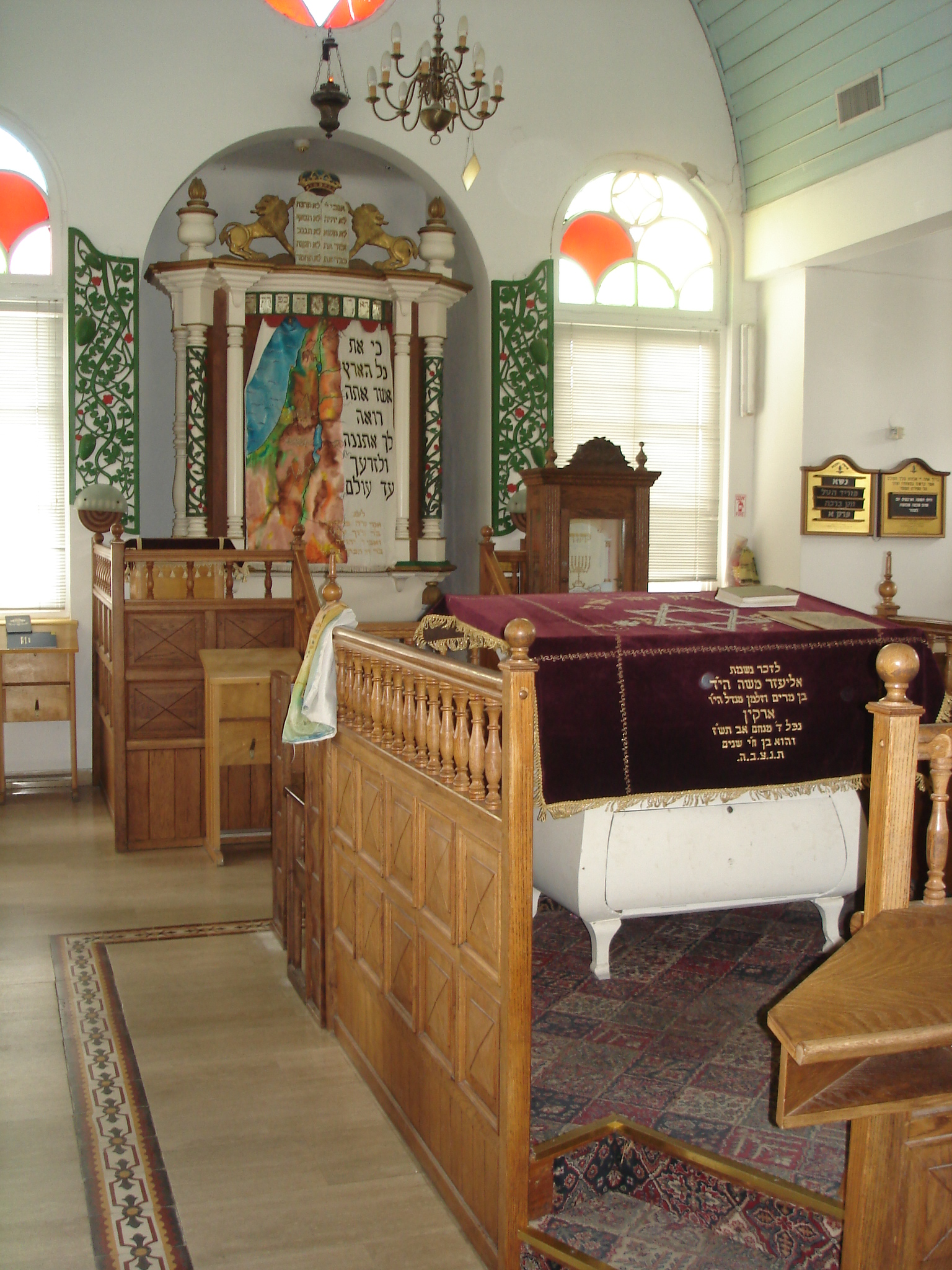
L'Arche Sainte et la Bimah